# Smučarski teki na Zimskih olimpijskih igrah 1964
Smučarski teki na Zimskih olimpijskih igrah 1964.

## Dobitniki medalj

### Moški
| Tekma           | Zlato                                                                         | Srebro                                                                   | Bron                                                                              |
| 15 km           | Eero Mäntyranta                                                               | Harald Grønningen                                                        | Sixten Jernberg                                                                   |
| 30 km           | Eero Mäntyranta                                                               | Harald Grønningen                                                        | Igor Vorončihin                                                                   |
| 50 km           | Sixten Jernberg                                                               | Assar Rönnlund                                                           | Arto Tiainen                                                                      |
| 4×10 km štafeta | Švedska · Karl-Åke Asph · Sixten Jernberg · Janne Stefansson · Assar Rönnlund | Finska · Väinö Huhtala · Arto Tiainen · Kalevi Laurila · Eero Mäntyranta | Sovjetska zveza · Ivan Utrobin · Genadij Vaganov · Igor Vorončihin · Pavel Kolčin |

### Ženske
| Tekma          | Zlato                                                                       | Srebro                                                            | Bron                                                  |
| 5 km           | Klavdija Bojarskih                                                          | Mirja Lehtonen                                                    | Alevtina Kolčina                                      |
| 10 km          | Klavdija Bojarskih                                                          | Jevdokija Mekšilo                                                 | Marija Gusakova                                       |
| 3×5 km štafeta | Sovjetska zveza · Alevtina Kolčina · Jevdokija Mekšilo · Klavdija Bojarskih | Švedska · Barbro Martinsson · Britt Strandberg · Toini Gustafsson | Finska · Senja Pusula · Toini Pöysti · Mirja Lehtonen |